# Cộng hòa Xã hội chủ nghĩa Croatia
Cộng hoà Xã hội chủ nghĩa Croatia (tiếng Serbia-Croatia: Socijalistička Republika Hrvatska / Социјалистичка Република Хрватска), thường viết tắt là SR Croatia hoặc chỉ gọi là Croatia, là một nước cộng hoà cấu thành của Nam Tư. Theo hiến pháp, Croatia hiện đại là sự tiếp nối trực tiếp của cộng hoà.
Cùng với năm nước cộng hòa Nam Tư khác, CHXHCN Croatia được thành lập trong Chiến tranh thế giới thứ hai và trở thành một cộng hòa xã hội chủ nghĩa sau chiến tranh. Nhà nước có bốn tên chính thức đầy đủ trong suốt 48 năm tồn tại.  Theo lãnh thổ và dân số, đây là nước cộng hòa lớn thứ hai tại Nam Tư, sau Cộng hòa Xã hội chủ nghĩa Serbia.
Vào năm 1990, chính phủ đã dỡ bỏ hệ thống chính phủ độc đảng – được Liên đoàn Những người cộng sản thiết lập – và áp dụng một nền dân chủ đa đảng.  Chính phủ mới được bầu của Franjo Tuđman chuyển nước cộng hòa thành quốc gia độc lập, chính thức ly khai khỏi Nam Tư vào năm 1991 và do đó góp phần giải thể liên bang.

## Tên gọi
Croatia trở thành một phần của liên bang Nam Tư vào năm 1943 sau Phiên họp thứ hai của AVNOJ và thông qua các nghị quyết của ZAVNOH, cơ quan thảo luận thời chiến của Croatia. Nước cộng hoà được chính thức thành lập với tên gọi Nhà nước Liên bang Croatia (tiếng Croatia: Federalna Država Hrvatska, FD Hrvatska) vào ngày 9 tháng 5 năm 1944, tại phiên họp thứ 3 của ZAVNOH. Nam Tư khi đó được gọi là Liên bang Dân chủ Nam Tư (Demokratska Federativna Jugoslavija, DFJ), đây không phải là một nhà nước xã hội chủ nghĩa theo hiến pháp, hay thậm chí là một nước cộng hòa trước khi chiến tranh kết thúc, khi những vấn đề này được giải quyết.  Vào ngày 29 tháng 11 năm 1945, Liên bang Dân chủ Nam Tư trở thành Cộng hòa Nhân dân Liên bang Nam Tư (Federativna Narodna Republika Jugoslavija, FNRJ), một nước cộng hòa nhân dân xã hội chủ nghĩa. Theo đó, Nhà nước Liên bang Croatia trở thành Cộng hòa Nhân dân Croatia (Narodna Republika Hrvatska, NR Hrvatska).
Vào ngày 7 tháng 4 năm 1963, Cộng hòa Nhân dân Liên bang Nam Tư (FPRY) được đổi tên thành Cộng hòa Liên bang Xã hội chủ nghĩa Nam Tư (SFRY).  Nam Tư (và do đó là Croatia) dần dần từ bỏ chủ nghĩa Stalin sau chia rẽ Tito–Stalin vào năm 1948. Năm 1963, Cộng hòa Nhân dân Croatia cũng theo đó trở thành Cộng hòa Xã hội chủ nghĩa Croatia.
Vào ngày 22 tháng 12 năm 1990, Hiến pháp mới được thông qua, theo đó Cộng hòa Xã hội chủ nghĩa Croatia được đổi tên thành Cộng hòa Croatia. Theo hiến pháp này, Croatia trở nên độc lập vào ngày 25 tháng 6 năm 1991.

## Thành lập

### Thế chiến II

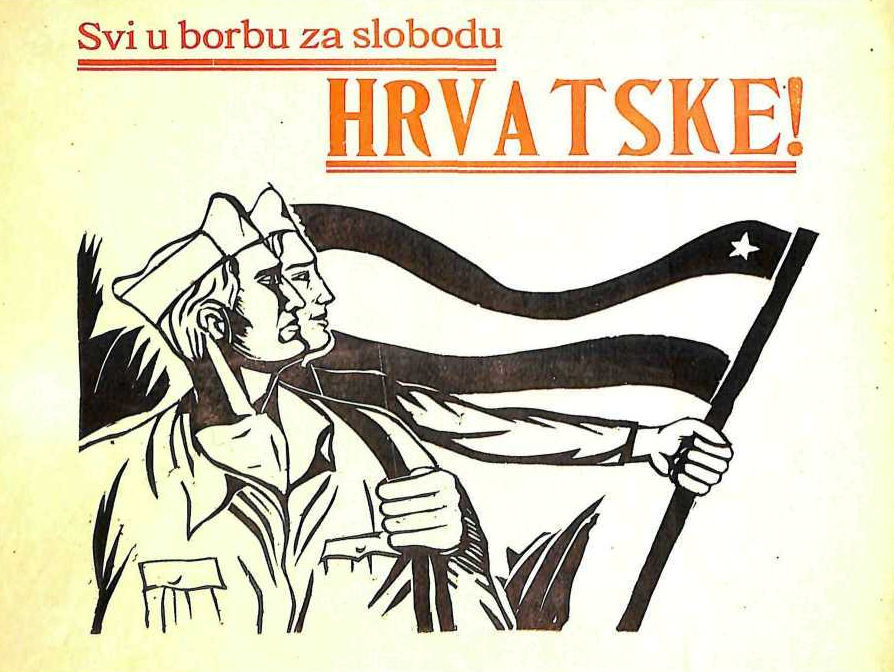
"Tất cả trong cuộc chiến vì tự do của Croatia", áp phích Du kích từ Thế chiến II.

Trong những năm đầu tiên của thế chiến, Quân Du kích Nam Tư tại Croatia không được nhiều người Croat ủng hộ, ngoại trừ người Croat trong vùng Dalmatia của Croatia. Phần lớn quân du kích trên lãnh thổ Croatia là người Serb Croatia. Tuy nhiên, vào năm 1943, người Croat bắt đầu tham gia quân du kích với số lượng lớn hơn. Năm 1943, số lượng quân du kích người Croat tại Croatia tăng lên, vì vậy vào năm 1944, họ chiếm 61% số quân du kích trên lãnh thổ của Nhà nước Độc lập Croatia, trong khi người Serb chiếm 28%; tất cả các dân tộc khác chiếm 11% còn lại.
Vào ngày 13 tháng 6 năm 1943 tại Otočac, Lika, quân du kích Croatia đã thành lập ZAVNOH (Hội đồng Chống phát xít Quốc gia Giải phóng Nhân dân Croatia), một cơ quan lập pháp của nước cộng hòa Croatia trong tương lai của Nam Tư.  Tổng thống đầu tiên của họ là Vladimir Nazor.  Quân du kích Croatia có quyền tự chủ cùng với các quân du kích Slovenia và Macedonia. Tuy nhiên, vào ngày 1 tháng 3 năm 1945, họ được đặt dưới quyền chỉ huy của Bộ Tư lệnh Tối cao Quân đội Nam Tư, do đó mất quyền tự chủ.
Do các chiến thắng của quân du kích và lãnh thổ do họ nắm giữ tăng lên, AVNOJ quyết định tổ chức phiên họp thứ hai tại Jajce vào cuối tháng 11 năm 1943. Tại phiên họp đó, ban lãnh đạo cộng sản Nam Tư quyết định tái lập Nam Tư thành một quốc gia liên bang.

### Hình thành
Vào ngày 29 tháng 11 năm 1945, Hội đồng Lập hiến Nam Tư tổ chức một phiên họp quyết định rằng Croatia sẽ được gia nhập cùng với năm nước cộng hòa khác tạo thành Nam Tư: Slovenia, Bosnia và Herzegovina, Montenegro, Serbia và Macedonia. Không lâu sau, Đảng Cộng sản bắt đầu truy tố những người phản đối hệ thống độc đảng cộng sản. Vào ngày 30 tháng 1 năm 1946, Hội đồng Lập hiến phê chuẩn Hiến pháp của Cộng hòa Nhân dân Liên bang Nam Tư. Croatia là nước cộng hòa cuối cùng có hiến pháp riêng, phần lớn giống với hiến pháp liên bang và các nước cộng hòa khác. Hiến pháp của Cộng hòa Nhân dân Croatia được Nghị viện Lập hiến của Cộng hòa Nhân dân Croatia thông qua vào ngày 18 tháng 1 năm 1947. Trong hiến pháp của họ, tất cả các nước cộng hòa đều bị tước quyền giành độc lập.
Các cộng hòa chỉ có quyền tự trị danh nghĩa; ban đầu, Nam Tư cộng sản là một quốc gia tập trung cao độ, dựa trên mô hình Xô viết. Các quan chức của Đảng Cộng sản đồng thời là các quan chức nhà nước, trong khi Ban Chấp hành Trung ương Đảng là cơ quan cao nhất của đảng; tuy nhiên, các quyết định chính được đưa ra bởi Bộ Chính trị. Chính phủ của các nước cộng hòa chỉ là một bộ phận của cơ chế thi hành các quyết định của Bộ Chính trị.

### Bầu cử

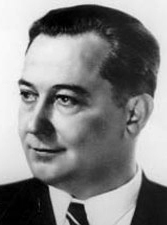
Ivan Šubašić, Thủ tướng Nam Tư lưu vong và là thành viên nổi bật của Đảng Noing dân Croatia.

Tại Nam Tư thời hậu chiến, những người cộng sản tranh giành quyền lực với phe đối lập ủng hộ Quốc vương Petra. Milan Grol là thủ lĩnh của phe đối lập; ông phản đối ý tưởng về một nhà nước liên bang, từ chối quyền có các nước cộng hòa của người Montenegro và người Macedonia, đồng thời cho rằng một thỏa thuận giữa Tito và Ivan Šubašić đảm bảo rằng phe đối lập cần phải có một nửa số ghế các bộ trưởng trong chính phủ mới. Đảng Nông dân Croatia (HSS) là một phần của phe đối lập, đã chia thành ba nhánh: một nhánh ủng hộ Ustaše, nhánh còn lại ủng hộ những người cộng sản và nhánh thứ ba ủng hộ Vladko Maček. Tuy nhiên, những người cộng sản chiếm đa số trong quốc hội và kiểm soát quân đội, khiến phe đối lập không có bất kỳ quyền lực thực sự nào. Šubašić có những người ủng hộ riêng mình trong HSS và ông cố gắng đoàn kết đảng một lần nữa, tin rằng, một khi đoàn kết thì đó sẽ là một nhân tố chính trị lớn của đất nước. Đảng Nông dân Cộng hòa Croatia, một đảng tách ra khỏi HSS, muốn gia nhập Mặt trận Nhân dân, một tổ chức siêu chính trị do Đảng Cộng sản Nam Tư kiểm soát. Šubašić biết rằng điều này sẽ đặt HSS dưới quyền kiểm soát của những người cộng sản và kết thúc các cuộc đàm phán về việc thống nhất.
Trong chiến dịch bầu cử, các đảng đối lập muốn hợp nhất với Đảng Cấp tiến Serbia và các đảng khác;  tuy nhiên, các hoạt động của cộng sản, sử dụng nhiều mưu kế khác nhau, đã phá hỏng kế hoạch của họ. Vào ngày 20 tháng 8 năm 1945, Grol từ chức và cáo buộc những người cộng sản phá vỡ thỏa thuận Tito–Šubašić. Bản thân Šubašić cũng sớm bị buộc phải từ chức vào cuối tháng 10 vì ông cũng đã tách mình ra khỏi Tito. Chẳng mấy chốc, những người cộng sản thắng cử. Họ giành được đa số tuyệt đối trong quốc hội, điều này cho phép họ tạo ra hình thức Nam Tư của riêng mình.

## Chính phủ và chính trị

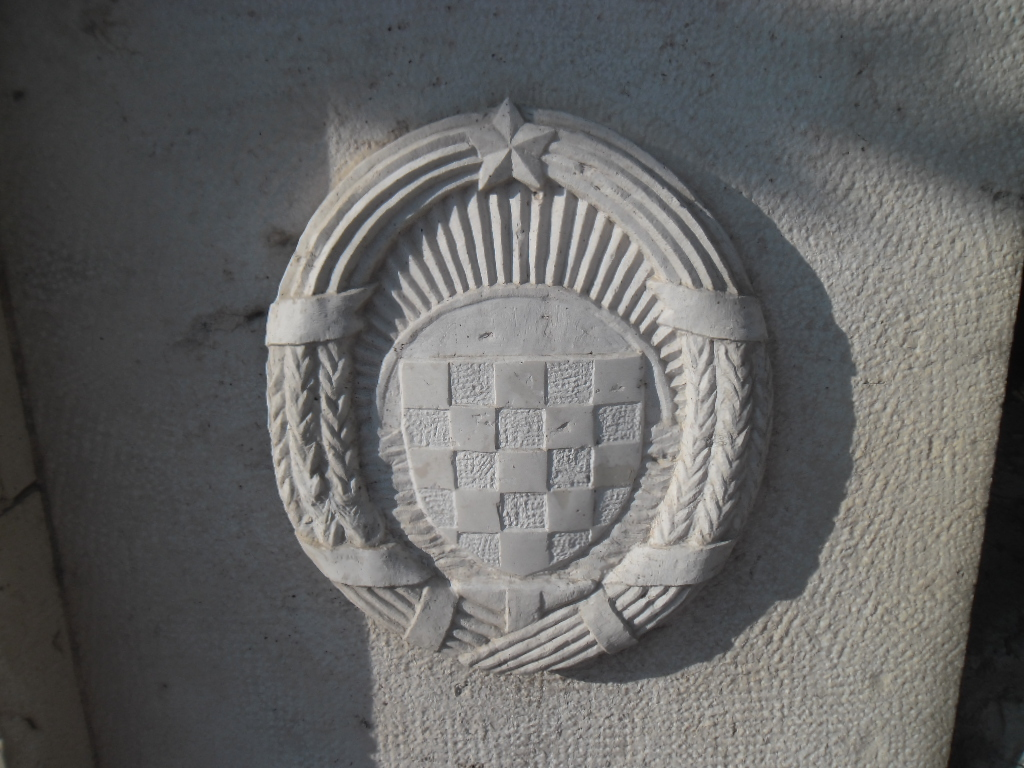
Quốc huy CHXHCN Croatia

Cộng hòa Nhân dân Croatia thông qua Hiến pháp đầu tiên của mình vào năm 1947. Năm 1953, "Luật Hiến pháp về các vấn đề cơ bản của tổ chức chính trị và xã hội và về các cơ quan thẩm quyền của nước Cộng hòa" sau đó trên thực tế là một hiến pháp hoàn toàn mới.  Hiến pháp thứ hai (về mặt kỹ thuật là thứ ba) được thông qua vào năm 1963; họ đổi tên Cộng hòa Nhân dân Croatia (NRH) thành Cộng hòa Xã hội chủ nghĩa Croatia (SRH). Những sửa đổi lớn về hiến pháp được thông qua vào năm 1971, và vào năm 1974, Hiến pháp mới của CHXHCN Croatia được ban hành, trong đó nhấn mạnh tình trạng quốc gia của Croatia với tư cách là một nước cộng hòa cấu thành của Nam Tư. Tất cả các hiến pháp và sửa đổi được thông qua bởi Nghị viện Croatia (tiếng Croatia: Sabor).  Sau cuộc bầu cử nghị viện đa đảng đầu tiên được tổ chức vào tháng 4 năm 1990, Nghị viện thực hiện nhiều sửa đổi hiến pháp và bỏ tên hiệu "xã hội chủ nghĩa" khỏi tên chính thức, vì vậy "Cộng hòa xã hội chủ nghĩa Croatia" rút gọn thành "Cộng hòa Croatia" (RH). Vào ngày 22 tháng 12 năm 1990, Nghị viện bác bỏ hệ thống độc đảng cộng sản và áp dụng chế độ dân chủ tự do thông qua Hiến pháp Croatia. Theo Hiến pháp này, nền độc lập sẽ được tuyên bố vào ngày 25 tháng 6 năm 1991 (sau Trưng cầu dân ý về độc lập của Croatia được tổ chức vào ngày 19 tháng 5 năm 1991).
Theo Điều 1.2 của Hiến pháp Croatia năm 1974, Cộng hòa Xã hội chủ nghĩa Croatia được định nghĩa là "nhà nước dân tộc của người Croatia, nhà nước của người Serbia tại Croatia và nhà nước của các dân tộc khác sinh sống tại đây".
| 1947–1953 | Cơ quan quyền lực nhà nước | Cơ quan quản lý nhà nước |                    |                         |                      |                    |                    |                      |                      |                      |
| 1947–1953 | Nghị viện                  | Nghị viện                | Nghị viện          | Đoàn chủ tịch Nghị viện | Chính phủ            |                    |                    |                      |                      |                      |
| 1953–1971 | Nghị viện                  | Hội đồng Hành pháp       | Hội đồng Hành pháp | Hội đồng Hành pháp      | Chính quyền cộng hòa |                    |                    |                      |                      |                      |
| 1971–1974 | Nghị viện                  | Nghị viện                | Nghị viện          | Ban chủ tịch Nghị viện  | Hội đồng Hành pháp   | Hội đồng Hành pháp | Hội đồng Hành pháp | Chính quyền cộng hòa |                      |                      |
| 1974–1990 | Nghị viện                  | Nghị viện                | Nghị viện          | Chủ tịch nước cộng hoà  | Hội đồng Hành pháp   | Hội đồng Hành pháp | Hội đồng Hành pháp | Chính quyền cộng hòa | Chính quyền cộng hòa | Chính quyền cộng hòa |
| 1990–1991 | Nghị viện                  | Nghị viện                | Nghị viện          | Tổng thống              | Chính phủ            | Chính phủ          | Chính phủ          |                      |                      |                      |

### Giai đoạn Tito

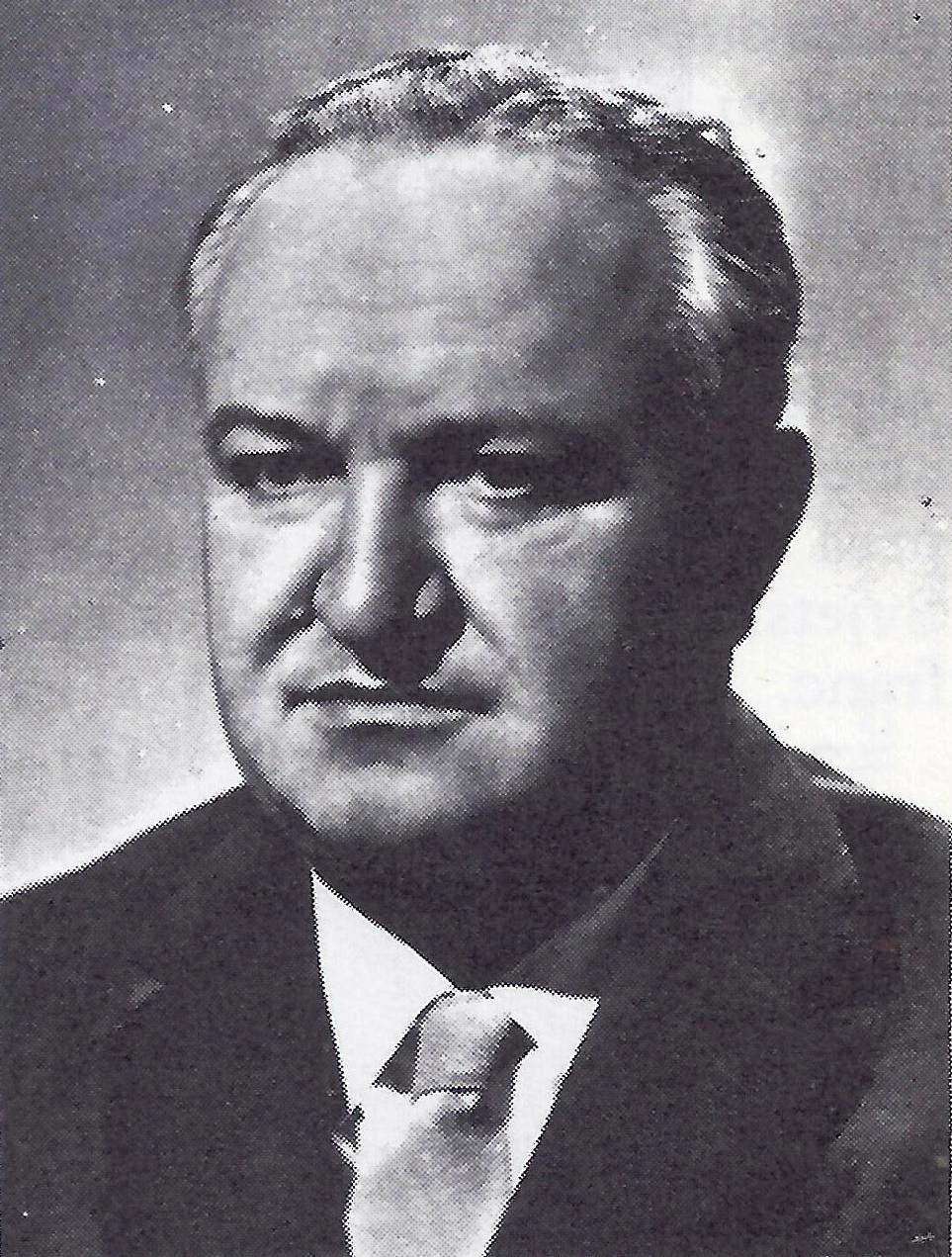
Vladimir Bakarić, nhà lãnh đạo chính phủ đầu tiên của CHXHCN Croatia.

Nhà lãnh đạo nhà nước đầu tiên sau chiến tranh của Cộng hòa Xã hội Chủ nghĩa Croatia là Vladimir Nazor (thực ra là Chủ tịch Đoàn Chủ tịch Nghị viện Cộng hòa Nhân dân Croatia), trong chiến tranh, ông là Chủ tịch của Hội đồng Chống phát xít Nhà nước Giải phóng Nhân dân Croatia (ZAVNOH), trong khi người đứng đầu chính phủ đầu tiên là Vladimir Bakarić. Mặc dù những người cộng sản thúc đẩy chủ nghĩa liên bang, nhưng Nam Tư sau chiến tranh vẫn được tập trung hóa nghiêm ngặt. Cơ quan chính yếu là Bộ chính trị Uỷ ban trung ương Đảng Cộng sản Croatia (từ năm 1952 là Liên đoàn Những người cộng sản Croatia) gồm khoảng mười người. Các thành viên của họ được chỉ định vào một số lĩnh vực nhất định: một người kiểm soát lực lượng vũ trang, người kia kiểm soát sự phát triển của nhà nước, người thứ ba kiểm soát nền kinh tế, v.v. Bề ngoài, hệ thống chính phủ là dân chủ đại diện: người dân sẽ bầu ra các ủy viên hội đồng và thành viên của nghị viện. Tuy nhiên, quyền lực thực sự nằm trong tay các cơ quan hành pháp. Các cơ quan đại diện (Nghị viện và các hội đồng khác nhau ở cấp địa phương và huyện) chỉ phục vụ tính hợp pháp cho các quyết định của họ. Đảng cai trị CHXHCN Croatia là chi nhánh của Đảng Cộng sản Nam Tư gọi là Đảng Cộng sản Croatia (KPH). Mặc dù đảng mang tên Croatia, nhưng thành viên của nó chỉ có 57% là người Croatia, cùng với 43% là người Serb. Phần lớn các thành viên là nông dân và phần lớn được giáo dục không hoàn chỉnh.
Ngay sau khi giành được quyền lực, những người Cộng sản bắt đầu bức hại các cựu quan chức của Nhà nước Độc lập Croatia để khiến họ phải thỏa hiệp. Vào ngày 6 tháng 6 năm 1946, Tòa án Tối cao của CHXHCN Croatia kết án một số quan chức hàng đầu của NDH, bao gồm Slavko Kvaternik, Vladimir Košak, Miroslav Navratil, Ivan Perčević, Mehmed Alajbegović, Osman Kulenović và những người khác. Những người cộng sản cũng có một số phiên tòa lớn nhỏ nhằm đối phó với chế độ phát xít NDH.  Ngoài ra, các nhà lãnh đạo địa phương của các đảng dân sự thường "biến mất" mà không có bất kỳ nhân chứng nào. Những người cộng sản không chỉ thanh trừng các quan chức đang làm việc cho NDH mà cả những người ủng hộ Đảng Nông dân Croatia và Giáo hội Công giáo.
Đảng dân sự lớn duy nhất ở Croatia là Đảng Nông dân Cộng hòa Croatia, chỉ hoạt động vài năm sau cuộc bầu cử, nhưng với tư cách là một vệ tinh của Đảng Cộng sản. Cuộc đụng độ với các lực lượng dân sự chống cộng sản đã kích thích tính tập trung và chủ nghĩa độc tài của Đảng Cộng sản.
Khi lên nắm quyền, Tito biết rằng mối đe dọa lớn nhất đối với sự phát triển của chủ nghĩa cộng sản ở Nam Tư là chủ nghĩa dân tộc. Do đó, những người cộng sản sẽ đè bẹp ngay cả một hình thức chủ nghĩa dân tộc nhỏ nhất bằng cách đàn áp. Những người cộng sản nỗ lực hết sức nhằm đè bẹp chủ nghĩa dân tộc tại Bosnia và Herzegovina và Croatia, đồng thời cố gắng dập tắt sự thù hận giữa người Croatia, người Serb và người Hồi giáo, nhưng ngay cả như vậy, những người ủng hộ lớn nhất của họ trong quá trình này là người Serb địa phương. Không lâu sau, người Serb chiếm đa số trong ban lãnh đạo đảng và nhà nước Croatia và Bosnia.

### Sau khi Tito mất
Năm 1980, Josip Broz Tito qua đời. Những khó khăn về chính trị và kinh tế bắt đầu gia tăng và chính phủ liên bang bắt đầu sụp đổ. Chính phủ liên bang nhận ra rằng họ không thể trả lãi cho các khoản vay của mình và bắt đầu đàm phán với IMF kéo dài trong nhiều năm. Các cuộc luận chiến công khai tại Croatia liên quan đến nhu cầu giúp đỡ các vùng nghèo và kém phát triển trở nên thường xuyên hơn, vì Croatia và Slovenia đóng góp khoảng 60% số tiền đó. Cuộc khủng hoảng nợ, cùng với lạm phát tăng vọt, buộc chính phủ liên bang phải đưa ra các biện pháp như luật ngoại tệ đối với thu nhập của các hãng xuất khẩu.  Ante Marković, một người Croat từ Bosnia vào thời điểm đó là người đứng đầu chính phủ Croatia, nói rằng Croatia sẽ mất khoảng 800 triệu đô la vì luật đó. Marković trở thành người đứng đầu chính phủ cuối cùng của Nam Tư vào năm 1989 và dành hai năm để thực hiện nhiều cải cách kinh tế và chính trị. Những nỗ lực của chính phủ của ông ban đầu đã thành công, nhưng cuối cùng chúng thất bại do bất ổn chính trị nan y của Nam Tư.
Căng thẳng sắc tộc ngày càng gia tăng và sẽ dẫn đến sự sụp đổ của Nam Tư. Cuộc khủng hoảng ngày càng gia tăng tại Kosovo, Bản ghi nhớ của Viện Hàn lâm Khoa học và Nghệ thuật Serbia chủ nghĩa dân tộc, sự nổi lên của Slobodan Milošević với tư cách là nhà lãnh đạo của Serbia, và mọi thứ khác sau đó đã gây ra một phản ứng rất tiêu cực. Rạn nứt kéo dài 50 năm bắt đầu nổi lên, và người Croatia ngày càng bắt đầu thể hiện tình cảm dân tộc của mình và bày tỏ sự phản đối đối với chế độ Beograd.
Vào ngày 17 tháng 10 năm 1989, nhóm nhạc rock Prljavo kazalište đã tổ chức một buổi hòa nhạc lớn trước gần 250.000 người tại quảng trường trung tâm thành phố Zagreb. Do hoàn cảnh chính trị đang thay đổi, bài hát của họ "Mojoj majci" ("Gửi mẹ tôi"), trong đó nhạc sĩ ca ngợi người mẹ trong bài hát là "bông hồng cuối cùng của Croatia", đã được lòng  những người hâm mộ vì lòng yêu nước được bày tỏ. Vào ngày 26 tháng 10, Nghị viện tuyên bố Ngày Các Thánh (1 tháng 11) là một ngày nghỉ lễ.
Vào tháng 1 năm 1990, trong Đại hội lần thứ 14 của Liên đoàn Những người cộng sản Nam Tư, phái đoàn của Serbia do Milošević dẫn đầu đã nhất quyết thay thế chính sách hiến pháp năm 1974 trao quyền cho các nước cộng hòa bằng chính sách "một người, một phiếu bầu", điều này sẽ có lợi cho người Serb chiếm đa số. Điều này khiến phái đoàn Slovenia khởi đầu và sau đó là Croatia (lần lượt do Milan Kučan và Ivica Račan dẫn đầu) rời Đại hội để phản đối và đánh dấu đỉnh điểm sự rạn nứt của đảng cầm quyền.
Dân tộc Serb chiếm 12% dân số Croatia, bác bỏ quan điểm tách khỏi Nam Tư. Các chính trị gia người Serb lo sợ mất ảnh hưởng mà họ có trước đây thông qua tư cách thành viên của Liên đoàn Những người cộng sản ở Croatia (mà một số người Croatia tuyên bố là họ có đại diện không tương xứng). Những ký ức về Chiến tranh thế giới thứ hai được gợi lên bởi những lời hùng biện đến từ chính quyền Beograd. Khi Milošević và nhóm của ông thúc đẩy làn sóng chủ nghĩa dân tộc Serbia trên khắp Nam Tư, nói về các trận chiến vì quốc gia Serb, nhà lãnh đạo mới nổi của Croatia Franjo Tuđman đã đáp lại bằng cách nói về việc biến Croatia thành một quốc gia dân tộc. Sự sẵn có của các phương tiện thông tin đại chúng cho phép tuyên truyền được lan truyền nhanh chóng và châm ngòi cho chủ nghĩa hiếu chiến và chứng sợ hãi, tạo ra bầu không khí chiến tranh.
Vào tháng 2 năm 1990, CHXHCN Croatia đã thay đổi hệ thống hiến pháp của mình sang hệ thống đa đảng.
Vào tháng 3 năm 1991, Quân đội Nhân dân Nam Tư đã gặp Tổng thống Nam Tư (một hội đồng tám thành viên bao gồm đại diện từ sáu nước cộng hòa và hai tỉnh tự trị) trong một nỗ lực để khiến họ tuyên bố tình trạng khẩn cấp, sẽ cho phép quân đội nắm quyền kiểm soát đất nước. Các đại biểu Serbia và do người Serb thống trị (Montenegro, Vojvodina và Kosovo) đồng ý với quân đội, đã bỏ phiếu thuận cho đề xuất này, nhưng khi đại biểu của Croatia, Slovenia, Macedonia và Bosnia bỏ phiếu chống, âm mưu đã thất bại.

### Chuyển đổi sang độc lập
Cuộc bầu cử nghị viện Croatia năm 1990 được tổ chức vào ngày 22 tháng 4 và ngày 6 tháng 5 năm 1990. Sau cuộc bầu cử đa đảng đầu tiên, việc thành lập một nước cộng hòa cấu thành dựa trên các thể chế dân chủ đã diễn ra.
Sau cuộc bầu cử tự do đầu tiên, vào tháng 7 năm 1990, tiền tố "xã hội chủ nghĩa" đã bị loại bỏ và sau đó Croatia được đặt tên là Cộng hòa Croatia.
Franjo Tuđman được bầu làm tổng thống và chính phủ của ông bắt tay vào con đường hướng tới độc lập của Croatia.

## Kinh tế

### Mô hình và lý thuyết kinh tế
Nền kinh tế của CHLBXHCN Nam Tư và do đó của Cộng hòa Xã hội chủ nghĩa Croatia ban đầu chịu ảnh hưởng của Liên Xô. Vì Đảng Cộng sản Nam Tư là thành viên của Quốc tế Cộng sản, những người cộng sản Nam Tư nghĩ rằng con đường Liên Xô đi tới chủ nghĩa xã hội là lựa chọn duy nhất để tạo nên một nhà nước xã hội chủ nghĩa. Trong những năm đầu của CHLBXHCN Nam Tư, các đảng viên cộng sản đã đàn áp những người chỉ trích Liên Xô và nuôi dưỡng thiện cảm với nước này.
Những người cộng sản Nam Tư thường cho rằng sở hữu nhà nước và chủ nghĩa tập trung là cách duy nhất để tránh đổ vỡ kinh tế, và nếu không có sở hữu nhà nước và kiểm soát hành chính thì không thể tích lũy các nguồn lực lớn về vật chất và con người để phát triển kinh tế. Vì mọi quốc gia chưa phát triển đều cần nguồn tài nguyên khổng lồ để bắt đầu phát triển, và Nam Tư nằm trong số đó, nên những người cộng sản nghĩ rằng đây là cách duy nhất để cứu nền kinh tế của Nam Tư. Ngoài ra, hệ tư tưởng của họ bao gồm việc loại bỏ khu vực tư nhân, vì họ cho rằng một hệ thống kinh tế như vậy là điều bị đào thải trong lịch sử.

### Kinh tế thời chiến
Quá trình quốc hữu hóa đầu tiên bắt đầu vào ngày 24 tháng 11 năm 1944, khi các đảng viên Nam Tư tước đoạt tài sản của kẻ thù. Nạn nhân đầu tiên của vụ tịch thu là những người chiếm đóng và tội phạm chiến tranh. Tuy nhiên, không lâu sau, tài sản của 199.541 người dân tộc Đức, tức toàn bộ người Đức thiểu số, bao gồm 68.781 ha đất, cũng bị tịch thu. Cho đến khi chiến tranh kết thúc, nhà nước kiểm soát 55% công nghiệp, 70% khai thác mỏ, 90% luyện kim màu và 100% ngành công nghiệp dầu mỏ.

### Đổi mới nền kinh tế
Trong CHXHCN Croatia, thiệt hại và tổn thất vật chất trong thế chiến ở mức cao. Trong chiến tranh, CHXHCN Croatia mất 298.000 người, chiếm 7,8% tổng dân số. Do chiến tranh du kích kéo dài 4 năm, các vụ đánh bom, khai thác quá mức nguyên liệu thô và tài nguyên nông nghiệp, đồng thời phá hủy các con đường và cơ sở công nghiệp, nên nhà nước rơi vào tình trạng hỗn loạn kinh tế. Giai cấp nông dân cung cấp cho tất cả các bên xung đột trong cuộc chiến đã bị tàn phá và thiệt hại về người cũng ở mức cao. Thiệt hại về công nghiệp tại Nam Tư là tồi tệ nhất trên toàn châu Âu, trong đó CHXHCN Croatia nằm trong số các nước cộng hòa bị thiệt hại nặng nề nhất của Nam Tư, cùng với Bosna và Herzegovina và Montenegro. Nhà cầm quyền cộng sản cần phải làm gì đó để ngăn chặn nạn đói, tình trạng mất trật tự và hỗn loạn. Nam Tư thiếu lao động có trình độ, vì vậy sự đổi mới của nền kinh tế chủ yếu dựa vào công việc tình nguyện quần chúng. Việc tuyển dụng cho các công việc tình nguyện được tiến hành bằng tuyên truyền về một tương lai cộng sản tốt đẹp hơn, đặc biệt là trong các thành viên du kích và thanh niên Nam Tư. Một bộ phận khác của những người lao động này là những người sợ bị ngược đãi, chủ yếu là những người phản đối chế độ cộng sản và những người cộng tác với Đức Quốc xã. Họ tham gia lao động tình nguyện để thoát khỏi sự ngược đãi. Bộ phận thứ ba của lực lượng lao động bao gồm các tù nhân chiến tranh, họ là những người làm các công việc nặng nhọc nhất.
Việc phân phối thực phẩm và vật liệu cần thiết cho ngành công nghiệp phụ thuộc vào tốc độ làm mới nhanh chóng những con đường bị hư hỏng. Tuyến đường sắt Zagreb-Belgrade được tái thiết cả ngày lẫn đêm, vì vậy chuyến tàu đầu tiên đi trên tuyến đường sắt này thời hậu chiến đã hoàn thành vào cuối tháng 6 năm 1945. Các bãi mìn cũng được rà phá.
Mặc dù quan hệ giữa các nước phương Tây và Nam Tư rất căng thẳng, nhưng sự trợ giúp đáng kể cho người dân Nam Tư đã đến từ UNRRA, một cơ quan viện trợ của Mỹ được thành lập trong vai trò một chi nhánh của Liên Hợp Quốc. Họ phân phát thực phẩm, quần áo và giày dép giúp những người cộng sản tránh khỏi nạn đói. Từ năm 1945 đến 1946, UNRRA đã triển khai 2,5 triệu tấn hàng hóa, chủ yếu là thực phẩm, trị giá 415 triệu USD. Số tiền này tương đương hai lần nhập khẩu của Vương quốc Nam Tư vào năm 1938, hay 135% doanh thu thuế của nước này. Người ta thường cho rằng UNRRA đã cung cấp thức ăn và quần áo cho khoảng 5 triệu người.

### Cải cách nông nghiệp

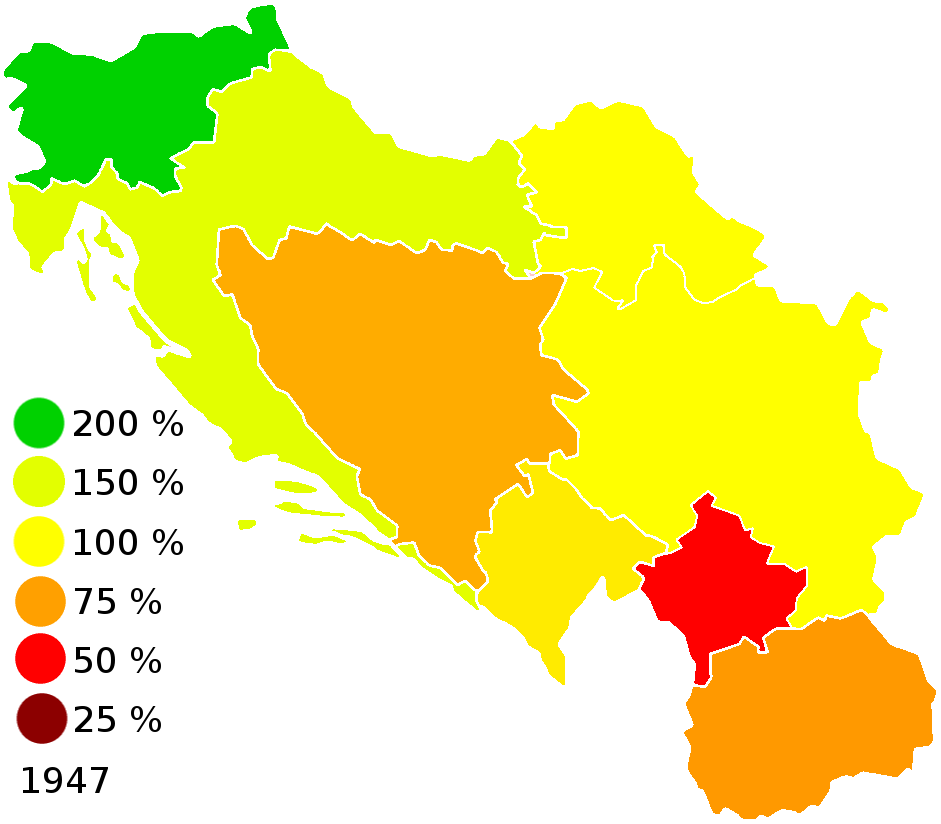
Bản đồ thể hiện sự phát triển kinh tế của các nước cộng hòa Nam Tư năm 1947 (phát triển trung bình là 100%).

Đồng thời với việc đàn áp các kẻ thù chính trị, chính quyền cộng sản đã tiến hành Cải cách ruộng đất,, một cuộc cải cách được thực hiện vào ngày 23 tháng 8 năm 1945. Quá trình này bao gồm việc tước quyền sở hữu của những công dân và nông dân giàu có. Cải cách ruộng đất làm thay đổi quan hệ sở hữu tài sản nông nghiệp. Đất trên 35 acre được lấy từ chủ sở hữu. Gần một nửa số đất bị lấy được chuyển thành đất nông nghiệp (tài sản nhà nước), trong khi nửa còn lại được trao cho nông dân nghèo. Cuộc cải cách này cũng bao gồm việc di cư đến CHXHCN Croatia, nơi người dân từ những khu vực lạc hậu chuyển đến những khu vực mà người dân tộc Đức đã bị trục xuất. Ở CHXHCN Croatia, quá trình thuộc địa hóa diễn ra ở Slavonia, trong khi những người di cư là nông dân nghèo, chủ yếu là người Serb tại Croatia và người Serb tại Bosnia. Việc tịch thu tài sản cũng được tiến hành; những người buôn bán trong chiến tranh được tuyên bố là những kẻ trục lợi trong chiến tranh và bằng cách này, nhà nước đã giành được các nhà máy, ngân hàng và cửa hàng lớn.
Những người cộng sản cũng giới thiệu một phương thức phân phối nông sản mới. Để cung cấp cho những người sống ở các thị trấn và thành phố, họ đã giới thiệu chế độ mua lại những sản phẩm đó. Chính sách phân phối dựa trên ý tưởng rằng bộ phận lao động của xã hội nên có lợi thế về số lượng và sự đa dạng hàng hóa so với bộ phận không lao động, ký sinh. Điều này dẫn đến sự phát triển của thị trường chợ đen và đầu cơ.
Bước kế tiếp trong việc thực hiện cải cách ruộng đất là quốc hữu hóa các tài sản lớn của thành phần dân cư tư sản. Vào ngày 28 tháng 4 năm 1948, khi các cửa hàng nhỏ và phần lớn ngành thủ công được quốc hữu hóa, khu vực tư nhân tại CHXHCN Croatia đã bị thanh lý đến cùng;  trong số 5.395 cửa hàng tư nhân, chỉ có 5 cửa hàng còn hoạt động. Quyết định này là một con dao hai lưỡi: trong khi bộ phận người nghèo trong xã hội hài lòng với nó, thì phần lớn dân chúng lại phản kháng và sẵn sàng nổi dậy. Giống như tại Liên Xô, nhà nước kiểm soát toàn bộ nền kinh tế, trong khi thương mại tự do bị cấm để ủng hộ kế hoạch hóa tập trung. Do đó, nhà nước bắt đầu phân phối hợp lý các nhu yếu phẩm cho cuộc sống, được phân phối cho người dân, trong khi người tiêu dùng nhận được một số lượng tem phiếu nhất định mỗi tháng để mua một lượng hàng hóa nhất định, bao gồm thực phẩm, quần áo và giày dép.
Vào mùa xuân năm 1949, nhà nước áp dụng các loại thuế cao đối với nền kinh tế tư nhân của nông dân khiến nông dân không có khả năng chi trả. Điều này buộc họ phải tham gia vào các liên đoàn lao động nông dân, được thành lập dựa trên các kolhoz của Liên Xô. Theo cách này, nhà nước đã tiến hành tập thể hóa cưỡng bức các làng xã. Quá trình tập thể hóa này sớm làm thất vọng những nông dân nghèo, những người được cấp đất miễn phí trong quá trình tước đoạt từ những nông dân giàu có. Mặc dù những người cộng sản nghĩ rằng tập thể hóa sẽ giải quyết vấn đề lương thực, nhưng ngược lại, tập thể hóa đã tạo ra cái gọi là "Khủng hoảng bánh mì" vào năm 1949. Quá trình tước đoạt ở Nam Tư kéo dài từ giữa năm 1945 đến cuối năm 1949. Đây là quá trình tước đoạt nhanh nhất, thậm chí khi so với các quốc gia cộng sản Đông Âu.
Đối với quá trình này, nhà nước cần một số lượng lớn quan chức là đảng viên Đảng Cộng sản, nhận lệnh từ Bộ Chính trị, do đó khiến nước cộng hòa Nam Tư không có bất kỳ quyền lực nào trong nền kinh tế. Nền kinh tế của một nước cộng hòa phụ thuộc vào các quyết định của Bộ Chính trị ở Beograd, do đó Nam Tư trở thành một quốc gia tập trung nghiêm ngặt. Hơn nữa, việc thanh lý khu vực tư nhân, thanh lọc bộ máy nhà nước và các quan chức cấp cao và thay thế họ bằng những đảng viên có học thức không hoàn chỉnh, giảm mạnh khoảng cách giữa tiền lương của bộ trưởng và công nhân (3:1), cùng sự di cư và cái chết của giai cấp tư sản dẫn đến tầng lớp trung lưu biến mất trong cơ cấu xã hội, tác động tiêu cực đến đời sống xã hội.

### Công nghiệp hoá

#### Kế hoạch 5 năm

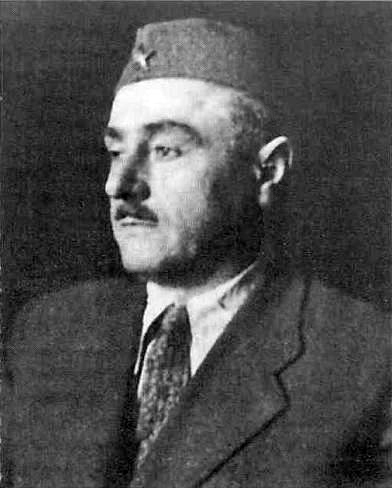
Andrija Hebrang, Bí thư Đảng Cộng sản Croatia, một người lập ra kế hoạch 5 năm

Công nghiệp hóa là quá trình quan trọng nhất trong sự phát triển kinh tế của CHXHCN Croatia, do những người cộng sản thúc đẩy công nghiệp hóa làm nhân tố chính cho sự phát triển nhanh chóng. Sau quá trình đổi mới, quá trình công nghiệp hóa và điện khí hóa bắt đầu theo mô hình Xô viết. Andrija Hebrang phụ trách toàn bộ nền kinh tế, tạo ra một hệ thống và xây dựng chiến lược phát triển trong Kế hoạch 5 năm. Với tư cách là Chủ tịch Hội đồng Kinh tế và Chủ tịch Ủy ban Kế hoạch, Hebrang phụ trách tất cả các bộ liên quan đến kinh tế. Cùng với Tito, Edvard Kardelj và Aleksandar Ranković, ông là người có ảnh hưởng nhất tại Nam Tư. Với tư cách là người đứng đầu toàn bộ nền kinh tế, Hebrang đã hoàn thành Kế hoạch 5 năm của mình vào mùa đông 1946–47, được chính phủ phê duyệt vào mùa xuân năm 1947. Vì thiếu kiến thức, Kế hoạch này sao chép mô hình của Liên Xô. Các nhà máy được xây dựng nhanh hơn là các nhà máy thuộc lĩnh vực công nghiệp nặng và công nghiệp quân sự, trong đó nổi tiếng nhất tại CHXHCN Croatia là "Rade Končar" và "Prvomajska".
Trong Kế hoạch 5 năm, Hebrang muốn tăng sản lượng công nghiệp lên 5 lần và sản xuất nông nghiệp lên 1,5 lần, tăng GDP bình quân đầu người lên 1,8 lần và thu ngân sách quốc gia lên 1,8 lần. Kế hoạch này cũng bao gồm việc tăng số lao động có trình độ, từ 350.000 lên 750.000. Đối với CHXHCN Croatia, người ta đã quyết định rằng sản lượng công nghiệp của nước này cần phải tăng thêm 452%.  Công nghiệp phát triển nhanh đòi hỏi số lượng công nhân cao, từ 461.000 công nhân vào năm 1945, đến năm 1949 đã có 1.990.000 công nhân. Vào ngày 17 tháng 1 năm 1947, Kardelj tuyên bố với Ủy ban Trung ương Đảng Cộng sản Croatia rằng Nam Tư sẽ mạnh hơn về mặt công nghiệp so với Áo và Tiệp Khắc. Cả Kardelj và Bakarić đều ủng hộ phát triển công nghiệp nhẹ, thay vì ý tưởng của Hebrang về công nghiệp phục vụ nông nghiệp. Kế hoạch 5 năm thực sự đã được phóng đại; kế hoạch này không có nhân sự có trình độ, thị trường và vốn; mặc dù vậy, nhà nước vẫn tiếp tục thực hiện nó.
Trên khắp đất nước, nhà nước xây dựng các công trình, và tất cả các dự án công nghiệp hóa và điện khí hóa được thực hiện với tuyên truyền rằng người dân sẽ giảm nghèo đói và thất nghiệp. Tỷ lệ thất nghiệp thực sự đã giảm, tuy nhiên, những người lao động mới không được đào tạo để làm việc, vì vậy nhiều công trình được xây dựng chậm và nhiều công trình trong số đó không được xây dựng. Theo quan điểm khi đó của Đảng Cộng sản, vai trò lãnh đạo nền kinh tế được trao cho tổng cục trưởng, đó là một liên kết giữa các bộ và ban lãnh đạo của Đảng.  Bằng cách thực hiện chúng, nhà nước thậm chí còn giành được quyền kiểm soát lớn hơn đối với nền kinh tế. Các công ty có pháp nhân của họ; tuy nhiên, họ không có quyền tự chủ hoạt động, vì họ có tư cách là cơ quan nhà nước, chịu sự kiểm soát của nhà nước.

## Tôn giáo
Phần lớn cư dân là tín đồ Công giáo La Mã và khoảng 12% dân số là tín đồ Cơ đốc giáo Chính thống của Thượng phụ Serbia, với một số ít người theo các tôn giáo khác. Do mối quan hệ căng thẳng giữa Tòa thánh và các quan chức cộng sản Nam Tư, không có giám mục Công giáo mới nào được bổ nhiệm tại Cộng hòa Nhân dân Croatia cho đến năm 1960. Điều này khiến các giáo phận Križevci, Đakovo-Osijek, Zadar, Šibenik，Split-Makarska, Dubrovnik, Rijeka và Poreč-Pula không có giám mục trong vài năm. Từ giữa những năm 1950, chỉ có bốn giám mục đương nhiệm tại Croatia trong ba giáo phận: Aloysius Stepinac, Franjo Salis-Seewiss, Mihovil Pušić, và Josip Srebrnič.
Nhiều linh mục bị buộc tội hợp tác với Ustaše và phe Trục trong Thế chiến II đã bị bắt sau khi Thế chiến II kết thúc, trong bối cảnh xung đột giữa Giáo hội Công giáo và Đồng minh, bao gồm cả Tổng giám mục của Zagreb là Aloysius Stepinac. Aloysius Stepinac bị bắt vào ngày 16 tháng 9 năm 1946. Ông bị kết án 16 năm tù, nhưng vào tháng 12 năm 1951 ông được trả tự do để quản thúc tại nhà riêng ở Krašić gần Jastrebarsko, nơi ông qua đời vào năm 1960. Stepinac được Giáo hoàng Pious XII phong làm hồng y vào năm 1953.

## Biểu tượng

Cờ được sử dụng trong Thế chiến II và thời kỳ đầu hậu chiến (1943–47)
Huy hiệu được sử dụng trong Thế chiến II và thời kỳ đầu sau chiến tranh (1943–47)
Quốc kỳ của CHXHCN Croatia (1945–1990)
Quốc huy của CHXHCN Croatia (1947–1990)
Cờ được sử dụng năm 1990, trước khi thông qua quốc kỳ hiện tại
Quốc huy được sử dụng năm 1990, trước khi thông qua quốc huy hiện tại